# Ekshärads kyrka

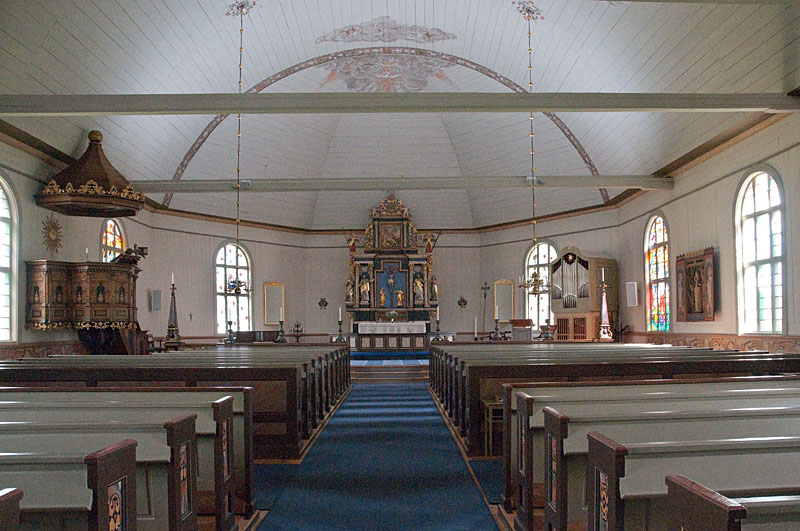
Kyrkorummet i Ekshärads kyrka

Ekshärads kyrka är en kyrkobyggnad i Ekshärad i Karlstads stift. Den är församlingskyrka i Ekshärads församling.

## Kyrkobyggnaden
Föregående kyrka var sannolikt från äldre medeltid och låg strax intill Klarälven omkring 300 meter nordost om nuvarande kyrka. Medeltidskyrkan var byggd av trä och hade ett rektangulärt långhus med smalare kor i öster. Eventuellt var koret tresidigt. På platsen finns numera ett kors med altare.
Nuvarande kyrkobyggnad är en timrad och spånklädd korskyrka som uppfördes 1686-1688. Byggmästare var Anders Larsson Rang från Filipstad. En tornspira tillkom 1695 och försågs med koppararbeten året därpå. Kyrkan består av rektangulärt långhus med ett tresidigt kor i öster. I väster finns kyrktornet med huvudingång. Vid norra långsidan finns en vidbyggd sakristia och vid södra långsidan ett vapenhus. Ytterväggarna är klädda med rödtjärade spån och genombryts av rundbågiga, vitmålade fönster från 1865. Fabrikör Kumlin i Arboga förestod renoveringen 1865. Bland annat predikstolen och gamla altartavlan blev också renoverade. Kyrkan har ett sadeltak som är valmat i öster och belagt med tjärade spån. 

### Inventarier
Bland kyrkans inventarier märks dopfunten från 1200-talet, altarskåpet och sakramentskåpet från medeltiden. Orgelläktaren pryds av en serie kungaporträtt med början från tiden då kyrkan byggdes. En textilkammare med föremål från 1200-talet har inretts i ett av kyrkans vapenhus.

### Orgel
- 1865 byggdes en orgel av Erik Adolf Setterquist i Örebro med 14 stämmor. Ett Oktavkoppel lades till manualen på hans egen bekostnad så orgeln fick dubbel tonstyrka. Den invigdes Palmsöndagen 9 april 1865.[2]
- Nuvarande orgel är byggd 1927 av E. A. Setterquist & Son i Örebro och är pneumatisk. Den har fasta kombinationer, registersvällare och tremulant. Fasaden är från orgeln byggd 1865. En omdisponering skall ha skett på 1960-talet.

| Huvudverk I         | Svällverk II        | Pedal      | Koppel    |
| Borduna 16’         | Gedackt 16’         | Subbas 16’ | I/P       |
| Principal 8’        | Violinprincipal 8’  | Violon 16' | II/P      |
| Flûte harmonique 8’ | Rörflöjt 8’         | Ekobas 16' | II/I      |
| Gedackt 8’          | Salicional 8’       | Gedackt 8' | I 16'/I   |
| Octava 4’           | Voix celeste 8'     | Octava 4'  | I 4'/I    |
| Flöjt 4’            | Principal 4'        | Basun 16'  | II 16'/II |
| Kvinta 2 2⁄3'       | Flûte octaviante 4' |            |           |
| Octava 2'           | Waldflöjt 2'        |            |           |
| Ters 1 3⁄5'         | Larigot 1 1⁄3'      |            |           |
| Cornett 4 chor      | Scharf 2 chor       |            |           |
| Mixtur              | Rörskalmeja 8'      |            |           |
| Trumpet 8'          |                     |            |           |

#### Kororgel
- Kororgeln är byggd 1980 av Lindegrens orgelbyggeri i Göteborg. Manualstämmorna är delade och orgeln är mekanisk.

| Manual I          | Pedal      | Koppel  |
| Gedackt 8’        | Subbas 16’ | Man/Ped |
| Principal 4’      |            |         |
| Rörflöjt 4’       |            |         |
| Waldflöjt 2’      |            |         |
| Kvinta 1 1⁄3’     |            |         |
| Cymbel 2 kor      |            |         |
| Dulcian 8'        |            |         |
| Crescendosvällare |            |         |

## Järnkorsen

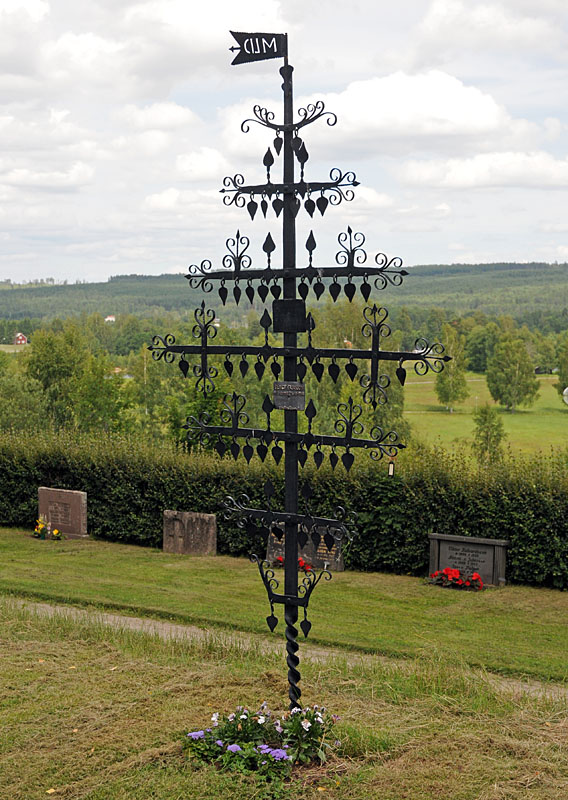
Gravkors i järn som symboliserar livets träd med spelande löv

Kyrkan är känd för sina gravkors i järn. Järnkorsen är utformade som livsträd och har löst hängande "spelande löv" samt uppstående piggar där bemålade ägg av trä tidigare fästes vid vissa högtider. Korsen har en lång tradition och de finns från 1700-talet fram till våra dagar. De skapades ursprungligen av lokala bysmeder men tillverkas fortfarande av Stjärnsforssmedjan som även hade en stor roll vid renoveringen av kyrkan 1927. Då smeden Axel Sjöberg fick i uppdrag att bl.a. smida emblemet på kyrkotornet såväl som många inre smidesdetaljer i kyrkorummet.

## Kyrkstallarna
De välbevarade kyrkstallarna från 1700-talet (eller tidigare), ligger direkt norr om den nuvarande kyrkan, bredvid den branta slänten ner till Klarälven och den kvarvarande grunden från en tidigare medeltidskyrka. Kyrkstallarna används idag som verkstäder och butiker för konsthantverkare i en traditionell hantverksgata.

## Galleri

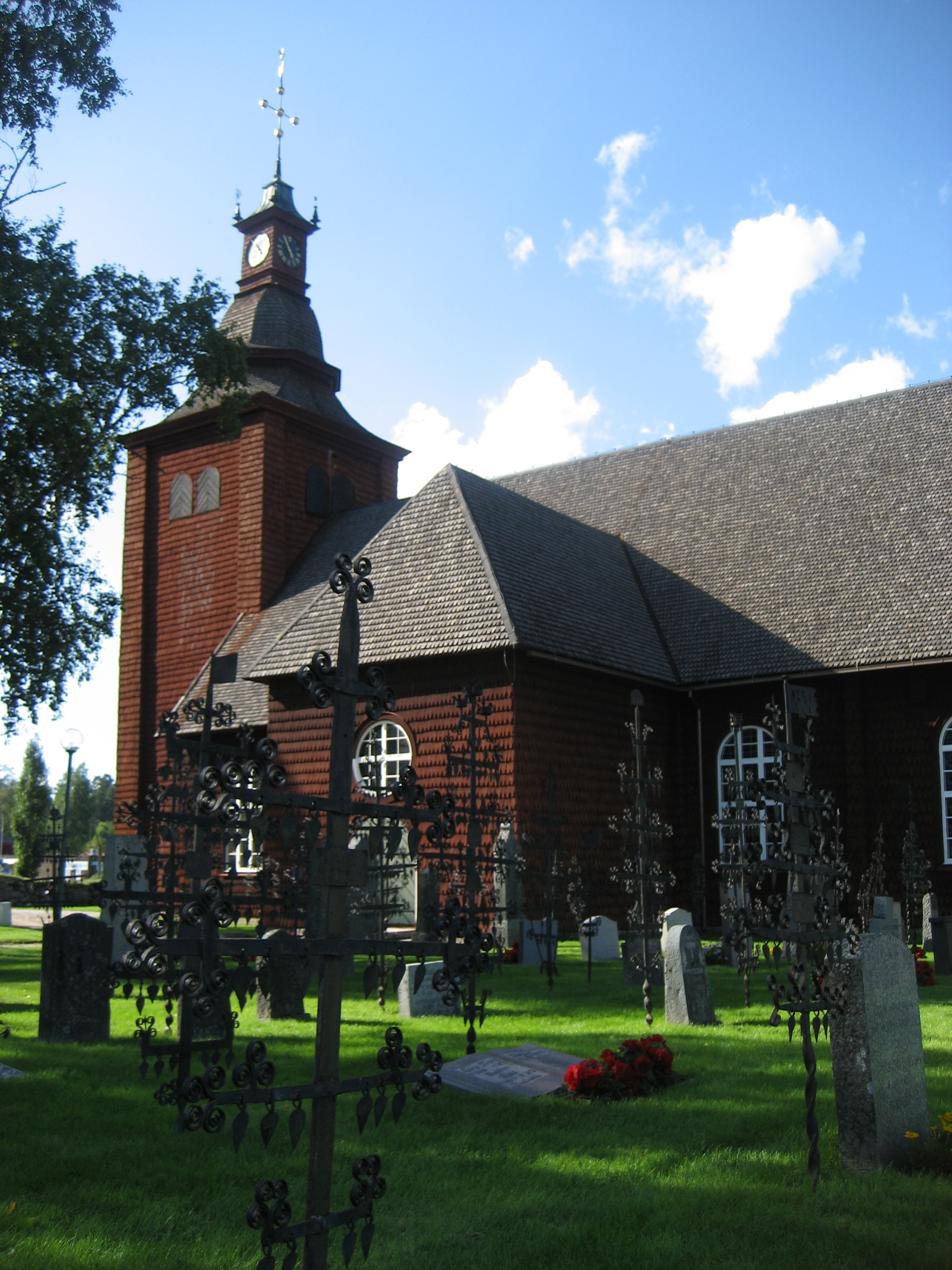
Vy från sydväst
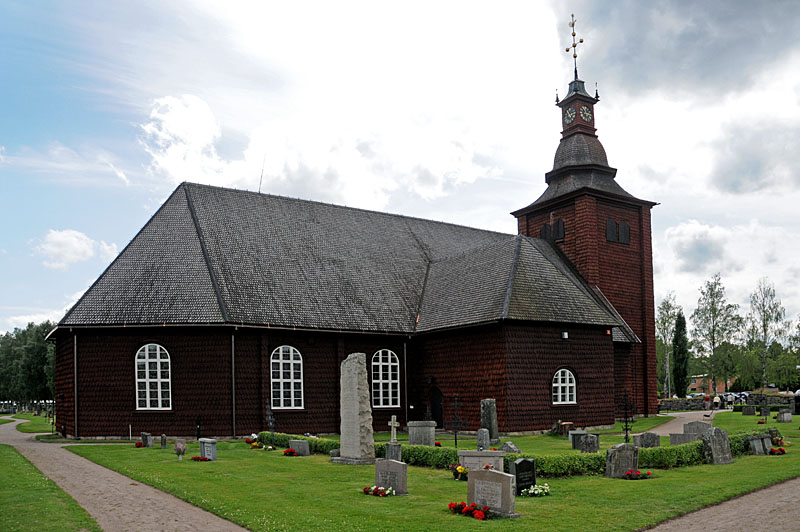
Vy från nordost
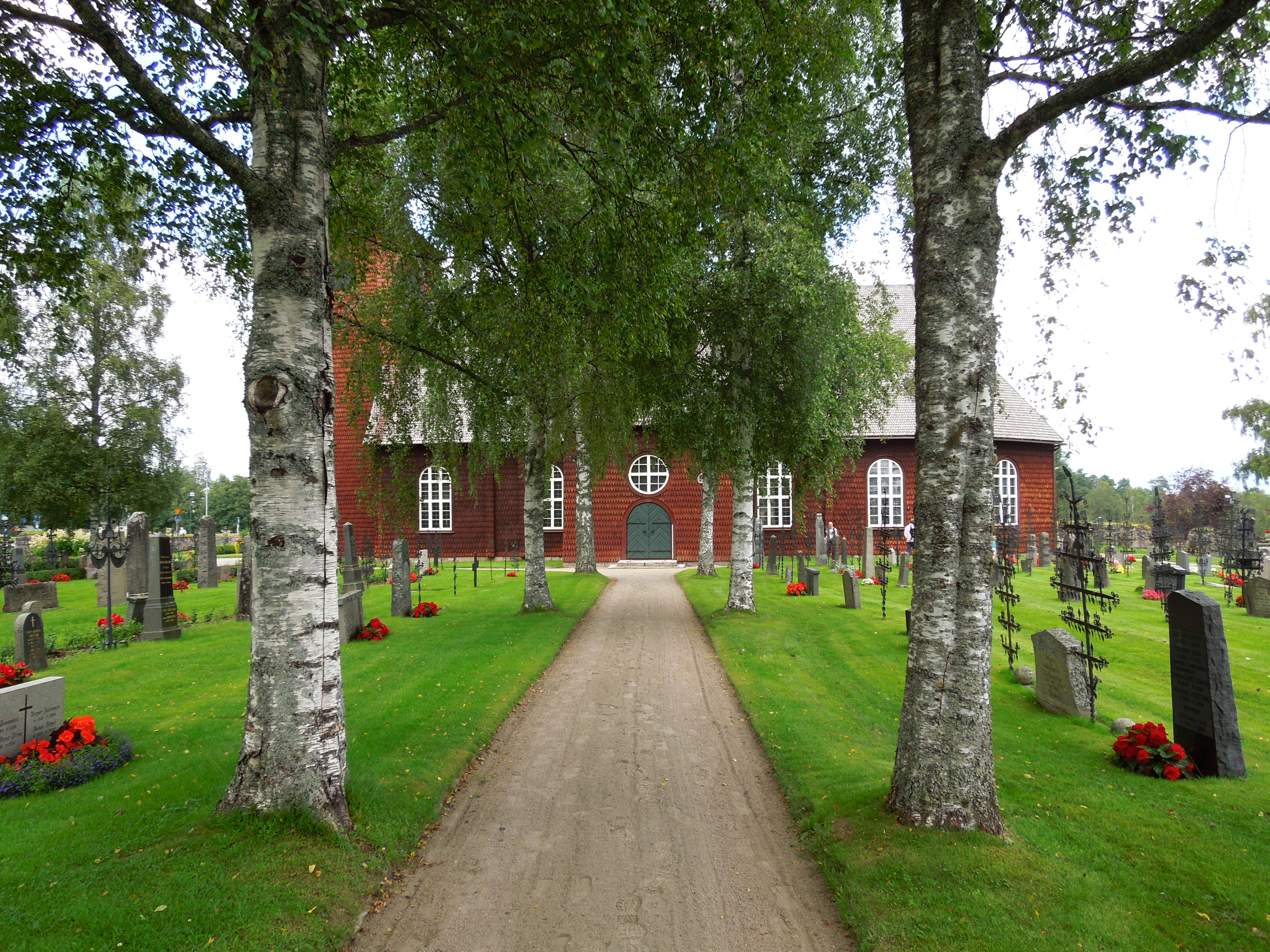
Björkallé i söder